# Pureté chimique
Pour les articles homonymes, voir Pureté.
La pureté chimique est la quantité d'impuretés que contient un produit chimique selon les tests et dosages effectués sur des échantillons.

## Grades
Plusieurs grades de pureté sont utilisés par les communautés scientifiques, pharmaceutiques (pharmacopées) et industrielles,. Parmi les degrés de pureté couramment utilisés on retrouve :
- Le grade ACS. Considéré comme niveau de pureté le plus élevé, il répond aux normes établies par l'American Chemical Society (ACS). La classification des niveaux de pureté de l'ACS sont documentées dans la publication Reagent Chemicals, publiée par l'ACS[3],[4]. Il convient aux usages alimentaires et de laboratoire.

- Le grade de réactif est presque aussi strict que le grade ACS.
- Le grade USP répond aux niveaux de pureté fixés par la United States Pharmacopeia (USP). Il équivaut au grade ACS pour de nombreux médicaments.
- Le grade NF est un grade de pureté défini par le National Formulary (NF) américain. Il équivaut au grade ACS pour de nombreux médicaments.
- Pharmacopée britannique. Satisfait ou dépasse les exigences fixées par la British Pharmacopoeia (BP). Peut être utilisé à des fins alimentaires, médicamenteuses et médicales, ainsi que pour la plupart des applications de laboratoire[4].
- Pharmacopée japonaise. Satisfait ou dépasse les exigences fixées par la Pharmacopée japonaise (JP). Peut être utilisé à des fins alimentaires, médicamenteuses et médicales, ainsi que pour la plupart des applications de laboratoire[5],[4].
- Le grade de laboratoire convient à une utilisation dans un cadre éducatif, mais n'est pas acceptable pour une utilisation alimentaire ou médicamenteuse. Ces produits seraient conformes aux grades USP et NF[6].
- Le grade purifié n'est pas défini avec précision et ne convient ni à un usage médicamenteux ni alimentaire.
- Le grade technique convient aux applications industrielles, mais n'est pas acceptable ni pour un usage alimentaire ni médicamenteux.
- Le grade HPLC s’applique aux produits distillés puis filtrés, utilisables en chromatographie en phase liquide à haute performance[6].